# Castelo de Lichtenstein
O Castelo de Lichtenstein, também conhecido como "Castelo do Conto de Fadas", localiza-se sobre um penhasco nas montanhas suábias (Schwäbische Alb em alemão) próximo a Honau, em Baden-Württemberg, na Alemanha.

## Geografia
O castelo é localizado em uma escarpa que marca a divisa com os Alpes Suábios. O castelo é localizado no distrito de Reutlingen e tem uma altitude de 817 metros e está a cerca de 250 mertos acima do rio Echaz. As ruínas do castelo Lichtenstein, seu predecessor medieval está localizado a 500 metros de distância.

## História

### Antecedentes
A sua primitiva construção remonta a cerca de 1200. À época, os senhores de Lichtenstein fizeram erguer, no local, o castelo "Alter Lichtenstein". Essa fortificação medieval foi por duas vezes destruída, em 1311 e em 1381, durante a Guerra do Império (Reichskrieg) pela cidade-estado de Reutlingen. Após a segunda vez, contudo, ela não foi mais reconstruída.
Em 1802 as ruínas do antigo castelo passaram para o rei Friedrich I de Württemberg que as fez demolir, erguendo em seu lugar um Pavilhão de Caça, que finalmente foi adquirido pelo duque Wilhelm I de Urach.

### O atual castelo

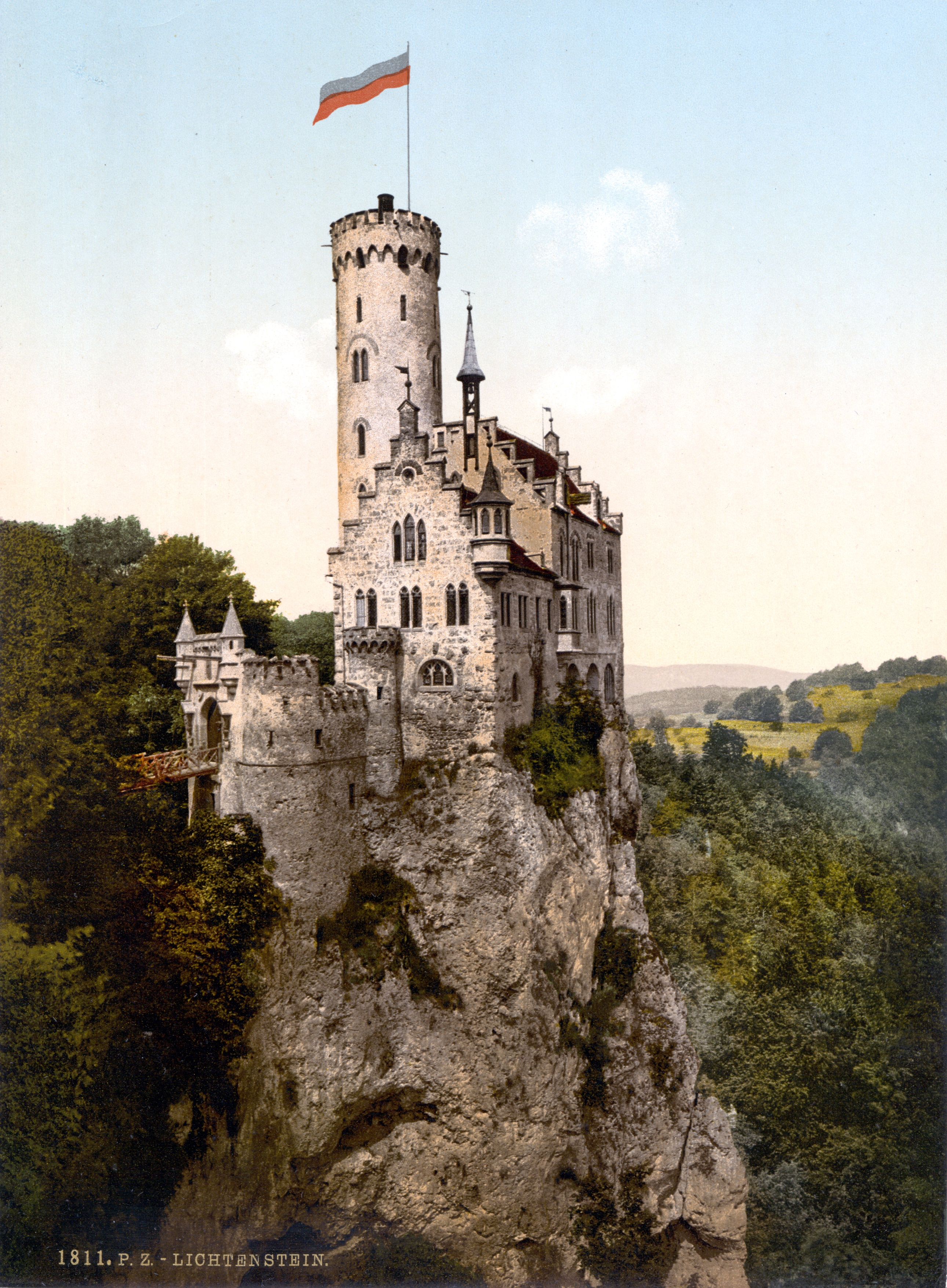
O Castelo Lichtenstein, Alemanha, entre 1890 e 1900.

A atual edificação foi erguida entre os anos de 1840 e 1842 por iniciativa de Wilhelm I, duque de Urach, conde de Württemberg. Esse nobre, um apaixonado colecionador de armas, armaduras e quadros, desejava um local para guardar as suas obras de arte e, evidentemente inspirado pelo romance "Lichtenstein" de Wilhelm Hauff, quis ter um autêntico castelo medieval. O romântico estilo neo-gótico do castelo foi criado pelo arquiteto Carl Alexander Heideloff.

## Proprietários
Os proprietários do Castelo de Lichtenstein são os duques de Urach:
- 1837 - 1869: Wilhelm, conde de Württemberg, desde 1867 duque de Urach
- 1869 - 1928: Wilhelm Karl de Urach
- 1928 - 1981: Karl Gero de Urach
- 1981 - 1991: Karl Anselm de Urach
- 1991 - 2012: Wilhelm Albert de Urach